# 耶古诺夫采市镇

耶古诺夫采市镇在北马其顿的位置

耶古诺夫采市镇，为北马其顿共和国北部的一个市镇，行政中心为耶古诺夫采村，属于波洛格统计区。该市镇西临泰阿尔采市镇，北邻科索沃，东临斯科普里，南邻熱利諾市鎮。总面积176.93平方公里，总人口10,790。